# Ninja Sentai Kakuranger
Ninja Sentai Kakuranger (jap. 忍者戦隊カクレンジャー Ninja Sentai Kakurenjā; Oddział Ninja Kakuranger) – japoński serial z gatunku tokusatsu z roku 1994. Jest osiemnastym serialem z sagi Super Sentai stworzonym przez Toei Company. Serial wyemitowano po raz pierwszy na kanale TV Asahi. Serial liczył 53 odcinki, pierwszy odcinek ujrzał światło dzienne 18 lutego 1994 roku, ostatni został wyemitowany 24 lutego 1995 roku.
Wątki serialu zostały zaadaptowane w trzecim sezonie Mighty Morphin Power Rangers oraz w 10-odcinkowej miniserii Mighty Morphin Alien Rangers będącej jakby amerykańską wersją serialu.

## Fabuła
400 lat temu ninja walczyli z Yōkai, mitycznymi demonami. Piątka mistrzów ninja uwięziła dowódcę Yōkai – Nurarihyona i odebrała mu całą moc na zapieczętowanie. W roku 1994 jedyny nie zamknięty demon – Kappa nabiera dwójkę niezbyt mądrych ludzi: Sasuke (potomka Sarutobi Sasuke) i jego kolegę Saizō (potomka Kirigakure Saizō) aby uwolnili pozostałe demony. Z awantury ratuje ich Tsuruhime – 14-letnia kunoichi. Trójka dostaje moce Kakurangersów od swoich przodków. Później spotykają napalonego gracza Seikaia (potomka Miyoshi Seikai) i Amerykanina Jiraiyę (potomka Jiraiyi), który z początku był zły. Od tej pory piątka Kakurangersów musi pokonać złe duchy Yōkai.

## Kakurangersi
- Sasuke (jap. サスケ) / Ninja Czerwony (jap. ニンジャレッド Ninja Reddo; Ninja Red) – 25-letni potomek Sasuke Sarutobiego. Kolega Saizō. Pełni funkcję zastępcy dowódcy. Narwaniec, nie myśli przed zrobieniem czegoś, nie rozumie swoich błędów. Ma jednak dobrą wolę, jest odważny i lojalny. Jego symbolem jest koło, zaś żywiołem ogień.
- Tsuruhime (jap. ツルヒメ) / Ninja Biały (jap. ニンジャホワイト Ninja Howaito; Ninja White) – jedyna kobieta w drużynie, 14-letnia strażniczka pieczęci Yōkai. Przywódczyni Kakurangersów. Jej ojcem jest Hakumenrō. Zna język angielski. Jej symbolem jest pagon, zaś żywiołem wiatr.
- Saizō (jap. サイゾウ) / Ninja Niebieski (jap. ニンジャブルー Ninja Burū; Ninja Blue) – 24-letni potomek Saizō Kirigakurego. Pechowy kolega Sasuke, który uważa się za bardziej mądrego, niż jest naprawdę. Wypowiada się często w podobny sposób, w jakim mówią kobiety w Japonii. Jego symbolem jest kwadrat, zaś żywiołem woda.
- Seikai (jap. セイカイ) / Ninja Żółty (jap. ニンジャイエロー Ninja Ierō; Ninja Yellow) – 24-letni potomek Seikaia Miyoshiego. Najsilniejszy fizycznie Kakuranger. Pierwszy raz pojawia się w 2 odcinku. Z charakteru jest podobny do Sasuke, jednak jest mniej zdecydowany. Ma pociąg do kobiet, snu, gier wideo i jedzenia. Jego symbolem jest trójkąt, zaś żywiołem skała.
- Jiraiya (jap. ジライヤ) / Ninja Czarny (jap. ニンジャブラック Ninja Burakku; Ninja Black) – 20-letni potomek Jiraiyi. Amerykańsko-japoński ninja z Los Angeles, pierwszy raz wojownicy spotykają go w 3 odcinku. Udawał, że trzyma z Yōkai po to by zdobyć pozostałe zwoje ninja. Na początku mówił tylko po angielsku, jednak z czasem uczy się japońskiego. Stracił ojca, gdy miał 3 lata. Pod opiekę wziął go przyjaciel ojca, Gari, który nauczył go sztuk walki. Po 8 latach chłopak dowiaduje się, że to Gari zabił jego ojca, ponieważ chciał ochronić swą córkę przed Yōkai. Pokonał Gariego, a potem zemścił się na Nue. Jego symbolem jest pięciokąt, zaś żywiołem ziemia.

### Arsenał
- Doron Changer (jap. ドロンチェンジャー Doron Chenjā) – moduł transformacji Kakurangersów.
- Kakuremaru (jap. カクレマル) – katana, którą posiada każdy z piątki Kakurangersów. Każdy wojownik posiada swój własny atak tym mieczem. Drużyna może je skrzyżować aby ostatecznie zniszczyć potwora.
- Kakulaser (jap. カクレイザー Kakureizā) – pistolet laserowy, który potrafi się przekształcić w nóż. Posiada go każdy Kakuranger.
- Kakuranger Ball (jap. カクレンジャーボール Kakurenjā Bōru) – bomba w kształcie piłki do rugby, jedna z ostatecznych broni Kakurangersów. Wyzwalana jest przez Ninja Białego i zostaje podana do innych członków zespołu po czym Ninja Czerwony wykopuje ją do wroga niszcząc go. Przy kontakcie z konkretnym wojownikiem, piłka zmienia barwę na kolor wojownika.
- Shinobi Knuckle (jap. シノビナックル Shinobi Nakkuru) – specjalna rękawica, którą posiada każdy wojownik. Może nosić na sobie broń osobistą danego Kakurangera. Służy także do wystrzeliwania liny, a także do wzmocnienia ciosów pięścią.
  - Red Slicer (jap. レッドスライサー Reddo Suraisā) – broń Ninja Czerwonego przypominająca duży, czerwony shuriken.
  - White Beak (jap. ホワイトビーク Howaito Bīku) – broń Ninja Białego, przypomina białe, krótkie ostrze w kształcie wideł.
  - Blue Shot (jap. ブルーショット Burū Shotto) – broń Ninja Niebieskiego, jest to mała wyrzutnia na wodę.
  - Yellow Claw (jap. イエロークロー Ierō Kurō) – broń Ninja Żółtego, są to cztery szpony.
  - Black Bow (jap. ブラックボウ Burakku Bō) – broń Ninja Czarnego, przypomina małą kuszę.
- Hikarimaru (jap. ヒカリマル) – specjalny miecz, którego Sasuke otrzymał od Tsubasamaru w 31 odcinku. Może zjednoczyć siły z Kakuremaru i wtedy Ninja Czerwony dokonuje 2 potężnych cięć. Może też służyć do wzywania Tsubasamaru.
- Nekomaru (jap. ネコマル) – jest to żółty bus dla drużyny. Maska pojazdu przypomina głowę kota. Jeśli wojownicy nie są na misji, Nekomaru funkcjonuje jako objazdowa naleśnikarnia.
- Rekinomotory – trzy motocykle, które Tsuruhime dała drużynie.
  - Shark Bleeder (jap. シャークブリッダー Shāku Buriddā) – motocykl Ninja Czerwonego, jako jedyny nie posiada bocznych miejsc.
  - Shark Launcher (jap. シャークランチャー Shāku Ranchā) – motocykl Ninja Niebieskiego, z bocznym koszem dla Ninja Białego po prawej stronie.
  - Shark Slider (jap. シャークスライダー Shāku Suraidā) – motocykl Ninja Żółtego, z bocznym koszem dla Ninja Czarnego po lewej stronie.

### Mechy
W Kakuranger, roboty nie są właściwie maszynami. Są to niekiedy większe formy wojowników, czasem bestie. Trójka z nich nosi przydomek Boski Generał (jap. 三神将 Sanshinshō; Trójka Boskich Generałów).
- Muteki Shōgun (jap. 無敵将軍 Muteki Shōgun; Niepokonany Szogun) – pierwszy z trójki Boskich Generałów. Jest to połączenie pięciu powiększonych form Kakurangersów zwanych Kyodai Jūshō (巨大獣将). Uzbrojony jest w Płonący Miecz Szoguna (火炎将軍剣 Kaen Shōgunken). Na głowie nosi hełm w kształcie ptaka origami, na torsie zaś posiada znak 忍, który w przenośnym znaczeniu oznacza ninję. Może połączyć się z Tsubasamaru w Super Muteki Shōguna (jap. スーパー無敵将軍 Sūpā Muteki Shōgun). Pierwszy raz pojawił się w pierwszym odcinku, jednak pierwszy raz został utworzony w odcinku 4. W Power Rangers znany jako Szogun Megazord.
  - Red Saruder (jap. レッドサルダー Reddo Sarudā) – forma Jūshō Ninja Czerwonego. Jest uzbrojony w shuriken. Stanowi tors, głowę i hełm Muteki Shōguna. Pierwszy raz pojawił się w pierwszym odcinku.
  - White Kark (jap. ホワイトカーク Howaito Kāku) – forma Jūshō Ninja Białego. Jest uzbrojony w widełki. Stanowi lewą rękę Muteki Shōguna. Pierwszy raz pojawił się w trzecim odcinku.
  - Blue Logan (jap. ブルーロウガン Burū Rōgan) – forma Jūshō Ninja Niebieskiego. Jest uzbrojony we włócznię. Stanowi prawą rękę Muteki Shōguna. Pierwszy raz pojawił się w trzecim odcinku.
  - Yellow Kumard (jap. イエロークマード Ierō Kumādo) – forma Jūshō Ninja Żółtego. Jest uzbrojony w szpon na łańcuchu. Stanowi prawą nogę Muteki Shōguna. Pierwszy raz pojawił się w trzecim odcinku.
  - Black Gammer (jap. ブラックガンマー Burakku Ganmā) – forma Jūshō Ninja Czarnego. Jest uzbrojony w łuk. Stanowi lewą nogę Muteki Shōguna. Pierwszy raz pojawił się w trzecim odcinku.
- Tsubasamaru (jap. 翼丸) – drugi z trójki Boskich Generałów i w przeciwieństwie do pozostałych dwóch przypomina zwierzę, a nie człowieka. Jest to ogromny, biały sokół, który może połączyć się z Muteki Shōgunem w Super Muteki Shōguna (tworzy wtedy działka na torsie) oraz z Kakure Dai Shōgunem w Super Kakure Dai Shōguna (tworząc skrzydła). Może zostać wezwany przez Ninja Czerwonego przy użyciu Hikarimaru. W Power Rangers jest znany jako Jastrzębiozord.
- Kakure Dai Shōgun (jap. 隠大将軍 Kakure Daishōgun; Wielki Ukryty Szogun) – trzeci z trójki Boskich Generałów. Jest to połączenie pięciu Bestii Chōnin (超忍獣 Chōninjū). Nie jest uzbrojony w żadną broń, ponieważ stawia na użycie własnych pięści. Może połączyć się z Tsubasamaru w Super Kakure Dai Shōguna (スーパー隠大将軍 Sūpā Kakure Dai Shōgun). Pierwszy raz został utworzony w 31 odcinku. W Power Rangers jest znany jako Ninja Megazord.
  - God Saruder (jap. ゴッドサルダー Goddo Sarudā) – Bestia Chōnin należąca do Ninja Czerwonego. Przypomina humanoidalną małpę. Formuje prawą rękę Kakure Dai Shōguna.
  - God Kark (jap. ゴッドカーク Goddo Kāku) – Bestia Chōnin należąca do Ninja Białego. Przypomina żurawia. Formuje głowę Kakure Dai Shōguna.
  - God Logan (jap. ゴッドロウガン Goddo Rōgan) – Bestia Chōnin należąca do Ninja Niebieskiego. Przypomina wilka. Formuje lewą rękę Kakure Dai Shōguna.
  - God Kumard (jap. ゴッドクマード Goddo Kumādo) – Bestia Chōnin należąca do Ninja Żółtego. Przypomina niedźwiedzia. Formuje tors Kakure Dai Shōguna.
  - God Gammer (jap. ゴッドガンマー Goddo Ganmā) – Bestia Chōnin należąca do Ninja Czarnego. Przypomina żabę. Formuje nogi Kakure Dai Shōguna.
- Wojownicy Jūshō (jap. 獣将ファイター Jūshō Faitā) – są to maszyny wyglądające jak Jūshō, ale mają lżejsze zbroje. Są wzywani poprzez medale, które Kakurangersi noszą w Doron Changerach. Posiadają własną wolę. Są to: Battle Saruder (バトルサルダー Batoru Sarudā), Battle Kark (バトルカーク Batoru Kāku), Battle Logan (バトルロウガン Batoru Rōgan), Battle Kumard (バトルクマード Batoru Kumādo) i Battle Gammer (バトルガンマー Batoru Ganmā). Nie potrafią się połączyć. W Power Rangers znane jako Borgi Bojowe.

## Sprzymierzeńcy
- Sandayū Momochi (jap. 百地 三太夫 Momochi Sandayū) – podwładny Hakumenrō, mistrz ninja, który szkoli Kakurangersów, jest uważany za niebezpiecznego przez Yōkai. Nosi na sobie czarny kapelusz. Zostaje zabity przez Juniora w 31 odcinku.
- Ninjaman (jap. ニンジャマン) / Samuraiman (jap. サムライマン Samuraiman) – uczeń 3 Boskich Generałów. 10 tysięcy lat temu Daimaou oszukał go mówiąc, że Youkai ukryli się pod ludzką postacią. W efekcie Ninjaman zabił ludzi, a Sanshinshou zamknęli go w niebieskim flakonie. Flakon odnaleźli Kakurangersi, zaś Tsuruhime wyzwoliła Ninjamana z zamknięcia. Od tej pory Ninjaman stał się jakby szóstym członkiem drużyny. Jest mądrą, ale nieco komiczną postacią, denerwuje się za każdym razem gdy ktoś nazwie go per: Niebieski Dzieciak albo Smerf. Kiedy już jego nerwy sięgną zenitu potrafi przybrać swoją drugą formę: Samuraimana. Pojawia się także w Gokaiger, gdzie pomaga tytułowym wojownikom w walce. Wtedy też wychodzi na jaw, że jest on Sekretem kluczy Kakurangersów i dlaczego nie uczestniczył on w Wojnie Legend (powodem było zamknięcie go w wazie przez jego mistrzów po wydarzeniach w zoo, w którym Ninjaman wdał się w walkę z wypuszczonymi na wolność zwierzętami). W Power Rangers jest znany jako Ninjor.
- Gari (jap. ガリ Gari) – były mistrz Jiraiyi i przyjaciel jego ojca, sługa Nue. 8 lat wcześniej oddał swą duszę Daimaō, który złożył mu obietnicę, że uratuje jego córkę. Za to Gari musiał zabić ojca Jiraiyi, jednak potem zajął się chłopcem, wychował go i nauczył go sztuk walki. Zrobił to z myślą aby Jiraiya później go pokonał. Kiedy uczeń przerósł mistrza Gari podarował chłopakowi naszyjnik. Kiedy Jiraiya poszukiwał Zwoju Żaby, Nue nasłał na niego Gariego, który zdradził swą tajemnicę. Doszło do walki między dwójką, którą przerwał Nue i zabił Gariego. Mistrz umarł na rękach ucznia, a ten pomścił jego śmierć zabijając Nue.
- Tarō i Jirō (jap. 太郎と次郎 Tarō to Jirō') – bliźniacy ninja, przyboczni Hakumenrō. Pomagali mu opiekować się córką i nauczyć ją ninjutsu. Kiedy zostali uprowadzeni przez Daimaō, Hakumenrō postanowił służyć Yōkai by wybawić bliźniaków i Tsuruhime. Powrócili na ten świat jako dwa owczarki niemieckie. Poświęcili swoje życie, by uratować Hakumenrō.
- Hakumenrō (jap. 白面郎) – ojciec Tsuruhime, naprawdę ma na imię Yoshiteru (義輝). Próbował ratować swą córkę i podkomendnych więc zniknął wraz z Daimaō. Gdy powrócili, Hakumenrō zdecydował się zostać jego podwładnym aby wskrzesić swych kolegów. Przez to próbował osłabić Daimaō, jednak został zmuszony walczyć z Tsuruhime. Daimaō zorientował się o jego zdradzie. W finale Hakumenrō pomaga piątce ostatecznie rozprawić się z Daimaō.

## Yōkai
- Gasha Czaszka (jap. ガシャドクロ Gasha Dokuro) – syn Daimaō, zwany Juniorem. W ludzkiej postaci wygląda jak punkowiec z gitarą słuchający metalu. W swojej prawdziwej formie wygląda jak chodzący szkielet noszący kamuflaż i biały hełm wojskowy. Junior zostaje zniszczony przez Super Kakure Daishoguna w 31 odcinku. W tym samym epizodzie przed śmiercią wskrzesza swojego ojca. W Power Rangers znany jako Rito Revolto.
- Profesor Yugami (jap. ユガミ博士 Yugami-hakase) – szalony i demoniczny naukowiec, który chciał stworzyć klony potworów Tengu. Po ich porażce przeszedł pod rozkazy Juniora. Specjalista od broni i maszyn. Ginie w 31 odcinku przygnieciony fragmentem drzwi, za którymi były zapieczętowane Youkai.
- Wielki Król Demonów (jap. 大魔王 Daimaō) – ojciec Juniora, nowy przywódca demonów przywrócony do życia w 30 odcinku. Przez długi czas przebywał w ciemności. Kiedy jego siostra i brat zostali pokonani przez Kakurangersów, Daimaō był jedyną przeszkodą do ich zwycięstwa. Jednak wojownicy nie mogli go zniszczyć. Cały problem polegał na tym, że Daimaō był uosobieniem i kumulacją całego zła świata, więc jeśli by go zabić to zło rozpryśnie się na cały świat. W ostatnim odcinku powiększa się a Sanshinshō i Ninjaman postanawiają poświęcić moce aby go zmniejszyć i tym samym pomóc Kakurangersom go zamknąć w tej samej krypcie, gdzie przebywały inne demony. W Power Rangers znany jako Mistrz Zła.
- Hanarangersi / Flowery Kunoichi Team (jap. 花のくノ一組 Hana no Kunoichi Gumi) – zła drużyna pięciu kunoichi, przeciwniczki Kakurangersów. Ich imiona to: Ayame Niebieski Irys (przywódczyni), Sakura Różowa Wiśnia, Suiren Zielony Lotos, Yuri Pomarańczowa Lilia i Ran Fioletowa Orchidea.
- Nue (jap. ヌエ) – wysłannik i herold Daimaō, który ogłosił jego zmartwychwstanie. W przeszłości zawarł pakt z mistrzem Jiraiyi, Garim. Córka Gariego miała przeżyć a tym samym Gari miał zabić ojca chłopaka. Kiedy Gari wyjawił uczniowi całą prawdę, po pojedynku Jiraiya postanawia pomścić mistrza i pokonać Nue. Demon zostaje zniszczony przez połączone siły 5 Bestii Chōnin.
- Dorodorosi (jap. ドロドロ Dorodoro) – zwyczajni żołnierze Youkai ubrani na niebiesko. Nie stanowią dla wojowników żadnego problemu.

## Obsada
- Teruaki Ogawa – Sasuke / Ninja Czerwony
- Hiroshi Tsuchida – Saizō / Ninja Niebieski
- Satomi Hirose – Tsuruhime / Ninja Biały
- Shū Kawai – Seikai / Ninja Żółty
- Kane Kosugi – Jiraiya / Ninja Czarny
- Kazuki Yao – Ninjaman (głos)
- Akira Sakamoto – Sandayū
- Ken'ichi Endō – Gasha Czaszka / Junior
- Hidekatsu Shibata – Wielki Król Demonów (głos)
- Daisuke Tsuchiya – Tarō
- Keisuke Tsuchiya – Jirō
- Takayuki Godai – Hakumenrō
- Shō Kosugi – Gari
- Tomoyuki Hotta – Muteki Shōgun (głos)

### Aktorzy kostiumowi
- Seiji Takaiwa –
  - Ninja Czerwony,
  - Kakure Dai Shōgun,
  - Super Kakure Dai Shōgun,
  - Red Saruder,
  - Battle Saruder
- Takeshi Miyazaki –
  - Ninja Niebieski,
  - Blue Logan,
  - Battle Logan
- Rie Murakami –
  - Ninja Biały,
  - White Kark,
  - Battle Kark
- Hirofumi Ishigaki –
  - Ninja Żółty,
  - Yellow Kumard,
  - Battle Kumard
- Tsutomu Kitagawa –
  - Ninja Czarny,
  - Black Gammer,
  - Battle Gammer
- Hideaki Kusaki –
  - Ninjaman / Samuraiman,
  - Muteki Shōgun,
  - Wielki Król Demonów
- Ken’ichi Endō – Gasha Czaszka / Junior (prawdziwa forma)
- Kiyohito Nakagawa – Ayane

Źródło:

## Muzyka
Opening
- „Secret Kakuranger” (jap. シークレット カクレンジャー Shikuretto Kakurenjā)

Słowa: Hanadaiko Fuyumori
Kompozycja: Takashi Tsushimi
Aranżacja: Kenji Yamamoto
Wykonanie: Tu Chee Chen
Ending
- „Ninja! Matenrō Kids” (jap. ニンジャ！摩天楼キッズ Ninja! Mantenrō Kizzu)

Słowa: Hanadaiko Fuyamori
Kompozycja: Takeshi Tsushimi
Aranżacja: Kenji Yamamoto
Wykonanie: Tu Chee Chen

## Informacje dodatkowe
- Nazwa serialu pochodzi od japońskiego słowa kakure (jap. 隠れ) – ukryty.
- Powodem uczynienia Kakuranger serialem o ninja było to, że poprzedni Sentai dotyczył chińskiej mitologii, więc postanowiono w następnej serii zaprezentować mitologię japońską.

- Kakuranger jest pierwszym Sentaiem, w którym główna drużyna formuje się całkowicie dopiero w 3 odcinku (Sasuke, Saizō i Tsuruhime otrzymali moce w pierwszym odcinku, Seikai w drugim, a Jiraiya w trzecim).